# Simulium quinquestriatum
Simulium quinquestriatum är en tvåvingeart som först beskrevs av Tokuichi Shiraki 1935.  Simulium quinquestriatum ingår i släktet Simulium och familjen knott. Inga underarter finns listade i Catalogue of Life.